# 阿拉 (印度)
阿拉（Arrah）是印度的城市，由比哈爾邦負責管轄，位於該國東北部，距離首府巴特那40公里，面積18平方公里，海拔高度190米，主要農產品有穀物和甘蔗，2011年人口261,099。

## 外部連結
- Official Website of Bihar State （页面存档备份，存于）